# Rame bianco
Rame bianco o Tombak bianco, anche Cuprum album è una lega metallica Rame-Arsenico, come sostituto dell'argento. Contiene 63% di rame e 37% di arsenico. Dalla metà dell'Ottocento fu sostituito dalla lega Alpacca. Con tale nome veniva designato anche la successiva Neusilber (Alpacca).

## Produzione
La lega è un ossido di arsenico, ottenuta fondendo insieme parti uguali di rame elementare e arsenico, anche le stesse parti di trucioli di rame e (arsenico) e carbonio (solitamente come fuliggine) come agente riducente. Poiché la lega solitamente nel colore non è omogenea, il riscaldamento è ripetuto più volte finché il colore rossastro scompare e la miscela assume un colore uniforme argento. Il rame bianco risultante è una fragile, friabile sostanza che è simile all'argento solo nel colore.
Per migliorare la resistenza sono stati quasi sempre ricoperti di foglie d'argento.
Il rame bianco è stato utilizzato per lampadari, apparati metallici e contenitori. Sconsigliato l'uso per oggetti a contatto con cibi e bevande.